# Lake St. Peter Provincial Park
Lake St. Peter Provincial Park är en park i Kanada.   Den ligger i provinsen Ontario, i den sydöstra delen av landet, 180 km väster om huvudstaden Ottawa. Lake St. Peter Provincial Park ligger 420 meter över havet.
Terrängen runt Lake St. Peter Provincial Park är platt. Runt Lake St. Peter Provincial Park är det mycket glesbefolkat, med 4 invånare per kvadratkilometer.. 
I omgivningarna runt Lake St. Peter Provincial Park växer i huvudsak blandskog.